# King Arthur’s Hall (Tintagel)

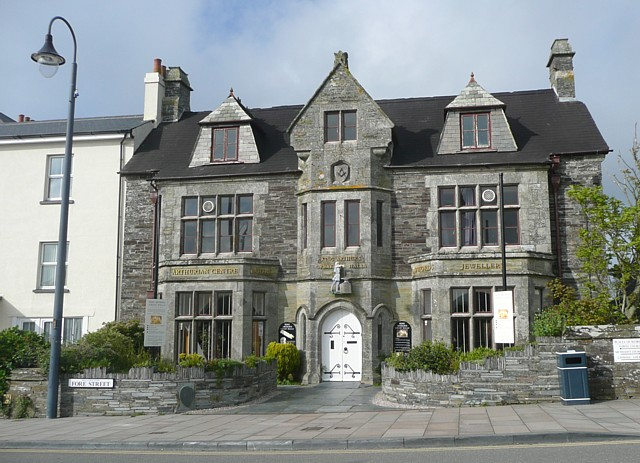
Außenansicht des Gebäudes im Jahre 2009

King Arthur’s Hall ist ein historisches Gebäude in Tintagel, Cornwall, England. Erbaut in den frühen 1930er Jahren von Frederick Thomas Glasscock (gestorben 1934), ist es ursprünglich Sitz für eine soziale Organisation wie den Orden der Gefährten von den Rittern der Tafelrunde (Order of the Fellowship of the Knights of the Round Table) gewesen. Es enthält Kunstwerke und Gegenstände im Zusammenhang mit der Artus-Sage und ist heute ein beliebter Anziehungspunkt für Besucher.
Glasscock gründete den Orden im Jahr 1927, um christliche Ideale und Vorstellungen der mittelalterlichen Artus-Ritter zu fördern. Glasscock wohnte im Haus Eirenicon, das er zuerst gebaut hatte. King Arthur’s Hall war eine Erweiterung des Trevena-Hauses, das Wohnsitz von John Douglas Cook war und auf dem Gelände des ehemaligen Rathauses und der Markthalle an der Fore Street errichtet worden war. Für den Bau war eine Vielzahl heimischer Natursteine verwendet worden. Die 73 Glasfenster dienen der Veranschaulichung der Artus-Geschichten und wurden von Veronica Whall geschaffen. Es gibt auch mehrere Gemälde mit Szenen aus König Artus’ Leben von William Hatherell.
Heutzutage treffen sich hier regelmäßig drei Freimaurer-Logen (Datum der Gründung in Klammern): King Arthur Loge Nr. 7134 (13. November 1951), King Arthur Kapitel Nr. 7134 (8. November 1961) und Tintagel Castle Lodge von Mark Master Masons Nr. 1800 (23. April 1999).